# 卡富埃
15°46′S 28°11′E / 15.767°S 28.183°E
卡富埃（英語：Kafue），是贊比亞的城鎮，位於該國中南部，由盧薩卡省負責管轄，是卡富埃縣的首府，處於卡福埃河北岸，海拔高度1,000米，2000年人口162,262。